# Oxymoron
Gli Oxymoron sono un gruppo street punk originario di Erlangen in Germania formato nel 1992.

## Storia
Gli Oxymoron vennero fondati nel 1992 a Erlangen con la formazione originariamente composta da Sucker (voce) e suo cugino Bjoern (batteria), i quali reclutarono due amici, Martin (chitarra) e Filzlaus (basso).
Il loro debutto avvenne ad un festival punk nella loro città di supporto ad altre band locali. Dopo lo show, il gruppo venne invitato a partecipare come supporto a diverse punk rock band in giro per la Germania.
Nel maggio 1994 realizzarono il loro debutto discografico, l'EP Beware, Poisonous! che venne autoprodotto e distribuito dalla loro etichetta Oxyfactory Records. L'EP venne presto ristampato per la Helen of Oi! Records nello stesso ottobre, inoltre l'etichetta propose loro la pubblicazione di un full-length. Durante le registrazioni dell'album Fuck the Nineties.....Here's Our Noize, il bassista Filzlaus abbandonò la band venendo sostituito dall'amico Arne. Fuck The Nineties... venne realizzato nel maggio 1995 per la Helen of Oi! Records in vinile, e successivamente in CD per il mercato statunitense nel febbraio 1996.
Con la pubblicazione di Fuck The Nineties..., che venne molto apprezzato, gli Oxymoron estesero i tour anche al di fuori dalla Germania, realizzando anche lo split/EP Mohican Melodies assieme alla band inglese Braindance nel settembre 1995.
Il 1996 fu un grande anno per gli Oxymoron, pubblicarono infatti prima l'EP Crisis Identity nel marzo 1996 per Rough Beat Records e poi per la Helen Of Oi! Records, parteciparono inoltre ad una compilation chiamata Streetpunk Worldwide e intrapresero per la prima volta un tour statunitense di supporto ai Braindance ed ai Casualties. Sempre nel 1996, gli Oxymoron passarono all'etichetta tedesca Knock-Out Records con cui nel 1997 realizzarono il secondo full-length intitolato Pack Is Back. Seguirono altri tour in Europa, e tre settimane in Giappone assieme ai Discocks.
Nel 1998 diversi tour vennero annullati, Sucker venne ricoverato per problemi al sistema nervoso, mentre Arne decise di abbandonare la band poco prima che entrasse in studio per le registrazioni. Nello stesso anno pubblicheranno uno split/EP assieme ai Dropkick Murphys dal titolo di Irish Stout vs. German Lager. Luckily, Chrissy, che aveva ricoperto il ruolo di secondo chitarrista e suonò il basso nel primo tour statunitense, passò ora al basso. Nel marzo 1999 venne realizzato il mini-album Westworld, che fu seguito da altre date europee ed altre sette settimane negli Stati Uniti con i Dropkick Murphys ed i Ducky Boys. Chrissy abbandonò la band dopo il tour venendo presto sostituito da Morpheus.
Nell'ottobre 2000 venne pubblicata la prima raccolta, Best Before 2000 contenente tutte le tracce dei singoli più altre tracce incluse nelle varie compilation e partecipazioni. Nel novembre 2001 pubblicarono l'EP Savage Output, che includeva tre tracce del loro futuro full-length in aggiunta ad altre tracce irrealizzate. Il loro terzo album Feed The Breed venne pubblicato in novembre, e nuovamente seguirono date europee e statunitensi.
Sfortunatamente Martin, uno dei membri originali, decise di abbandonare la band, così Chrissy passò nuovamente alla chitarra. Il gruppo riuscì a trovare un chitarrista sostituto ma egli abbandonò verso metà nel tour statunitense del 2002. Quindi gli Oxymoron annunciarono un periodo di scioglimento temporaneo.
Attorno al 2005 il gruppo tornò in attività e nel 2006 pubblicarono lo split/EP Noise Overdose con i Bonecrusher. Il disco conteneva alcune tracce live tratte da un concerto del 1999 ad Amburgo. Nel 2006 il cantante pubblica anche il debutto solista dal titolo di Sucker Stories.

## Formazione

### Formazione attuale
- Sucker - voce (1992-oggi)
- Morpheus - basso (1999-oggi)
- Bjoern - batteria (1992-oggi)

### Ex componenti
- Filzlaus - basso (1992-1994)
- Martin - chitarra (1992-2001)
- Arne - basso (1995-1998)
- Chrissy - basso (1996 U.S. Tour, 1998-1999)
- Chrissy - chitarra (2001)
- Dave - chitarra (2002)

## Discografia

### Album in studio
- 1995 - Fuck the Nineties.....Here's Our Noize
- 1997 - Pack is Back
- 1999 - Westworld
- 2002 - Feed The Breed

### EP
- 1994 - Beware, Poisonous!
- 1996 - Crisis Identity
- 2001 - Savage Output

### Split
- 1995 - Mohican Melodies (con i Braindance)
- 1998 - Irish Stout vs. German Lager (con i Dropkick Murphys)
- 2001 - Oxymoron/Taisho (con i Taisho)
- 2006 - Noise Overdose con i Bonecrusher)
- 1996 - Streetpunk Worldwide

### Raccolte
- 2000 - Best Before 2000

### Partecipazioni
- 1998 - A Tribute to Cock Sparrer
- 2000 - Tribute to the Real Oi!